# Sandy Collins
Sandy Collins (13 ottobre 1958) è un'ex tennista statunitense.

## Carriera
In carriera ha vinto quattro titoli di doppio. Nel 1983 vince il Virginia Slims of Kansas in coppia con Elizabeth Sayers e nel 1986 il Japan Open Tennis Championships in coppia con la connazionale Sharon Walsh. Nel 1991 conquista il Milan Indoor e sempre nello stesso anno vince il Virginia Slims of Nashville.

## Statistiche

### Doppio

#### Vittorie (4)
| Numero | Anno | Torneo                                 | Superficie | Compagna         | Avversarie in finale             | Punteggio     |
| 1.     | 1983 | Virginia Slims of Kansas, Wichita      | Cemento    | Elizabeth Sayers | Chris O'Neil Brenda Remilton     | 7–5, 7–6      |
| 2.     | 1986 | Japan Open Tennis Championships, Tokyo | Cemento    | Sharon Walsh     | Susan Mascarin Betsy Nagelsen    | 6-1, 6-2      |
| 3.     | 1991 | Milan Indoor, Milano                   | Sintetico  | Lori McNeil      | Sabine Appelmans Raffaella Reggi | 7-6, 6-3      |
| 4.     | 1991 | Virginia Slims of Nashville, Nashville | Cemento    | Elna Reinach     | Yayuk Basuki Caroline Vis        | 5-7, 6-4, 7-6 |